# Friens
Friens est un village de la commune néerlandaise de Leeuwarden, dans la province de Frise.

## Géographie
Le village est situé entre Leeuwarden et Sneek, près de Grou.

## Histoire
Friens fait partie de la commune d'Idaarderadeel avant 1984, puis de Boarnsterhim avant le 1er janvier 2014, où celle-ci est supprimée. Depuis cette date, Friens appartient à Leeuwarden.

## Démographie
Le 1er janvier 2017, le village comptait 80 habitants.